# Syndrome de Pacak-Zhuang
Le syndrome de Pacak-Zhuang est une maladie génétique rare, due à une mutation sur le gène EPAS1 et associant paragangliomes et polycythémie.

## Historique
Ce syndrome a été décrit en 2013 par Karel Pacak sous la direction de Zhengping Zhuang.

## Cause
Le syndrome de Pacak-Zhuang est causé par une mutation sur le gène EPAS1 (appelé aussi HIF2A) avec gain de fonction, causant une augmentation de l'expression de plusieurs autres gènes, dont l'EPO et le GLUT1. La mutation empêche la dégradation par hydrolyse de la protéine par son hydroxylase.
Ces mutations sont présentes sous forme de mosaïque.

## Description
Le syndrome associe de multiples paragangliomes, un somatostatinome digestif et une polycythémie. Le premier signe est souvent une polycythémie découverte durant l'enfance, les paragangliomes apparaissant à la fin de l'adolescence et le somatostatinome encore plus tard.
Au niveau oculaire, il peut exister des tortuosités des artères du fond d’œil avec un épaississement de la choroïde.

## Diagnostic
Les paragangliomes sont dépistés par tomographie par émission de positons.

## Traitement
Le belzutifan est un inhibiteur de l'EPAS1 et a été utilisé dans le traitement du syndrome de Pacak-Zhuang entraînant une régression des tumeurs et de la polycythémie.